# Paramýtha
Paramýtha är en ort i Cypern.   Den ligger i distriktet Eparchía Lemesoú, i den centrala delen av landet, 60 km sydväst om huvudstaden Nicosia. Paramýtha ligger 258 meter över havet och antalet invånare är 343. Den ligger på ön Cypern.
Terrängen runt Paramýtha är kuperad, och sluttar söderut.Trakten runt Paramýtha är tätbefolkad, med 613 invånare per kvadratkilometer. Närmaste större samhälle är Limassol, 9,4 km söder om Paramýtha. Trakten runt Paramýtha är i huvudsak ett öppet busklandskap.